# Gaio Giulio Archelao Antioco Epifane
Gaio Giulio Archelao Antioco Epifane (in latino Gaius Iulius Archelaus Antiochus Epiphanes; in greco Γαίος Ιούλιος Αρχέλαος Αντίοχος Επιφανής?; 38 – Atene, 92) fu un principe ellenistico.

## Biografia
Antioco Epifane era figlio del re di Commagene Gaio Giulio Antioco (IV) Epifane e di sua sorella Iotapa; aveva un fratello, Callinico, e una sorella, Giulia Iotapa II. La famiglia di Antioco Epifane regnava sullo stato cliente romano di Commagene; tra i suoi antenati vi erano i sovrani seleucidi e tolemaici, ed era imparentato col re Archelao di Cilicia, in onore del quale ricevette il nome Archelao.
Nacque verosimilmente a Samosata, capitale del regno commageno, o a Roma, dove i suoi genitori vivevano prima di divenire sovrani di Commagene, ospitati da Antonia minore, figlia di Marco Antonio. La sua educazione avvenne tra la corte commagena e Roma.
Antioco IV era vassallo dei Romani e alleato dei sovrani della dinastia erodiana. In segno di alleanza tra le due dinastie, nel 43/44 fu deciso che Antioco Epifane avrebbe sposato Drusilla, figlia del sovrano giudeo Agrippa I; Agrippa riteneva che Antioco Epifane si sarebbe convertito al giudaismo, cosa che non avvenne, e il matrimonio non fu celebrato prima della morte di Agrippa (nel 44), e il fidanzamento fu rotto. Successivamente Antioco Epifane fu fidanzato a Mariamne, altra figlia di Agrippa I, ma anche in questo caso il fidanzamento fu rotto, nel 49/50, perché Agrippa II, fratello della promessa sposa, pretendeva che Antioco Epifane si convertisse al giudaismo.
Nel 64 Antioco Epifane sposò Claudia Capitolina, una greca di Alessandria d'Egitto, figlia dell'astrologo e cavaliere romano Tiberio Claudio Balbillo, il quale discendeva dalla principessa Aka II di Commagene e dunque imparentato alla lontana con Antioco Epifane. Dopo il matrimonio, la coppia si stabilì alla corte di Antioco IV e lì, nel 65, Claudia diede alla luce il primo figlio, Gaio Giulio Antioco Epifane Filopappo.
Nel 70, durante la prima guerra giudaica, Antioco Epifane fu posto dal padre alla guida delle truppe di Commagene che affiancarono i Romani del futuro imperatore Tito nell'assedio di Gerusalemme; in questo periodo Antioco Epifane conobbe lo storico giudaico di lingua greca Flavio Giuseppe.
Nel 72, Lucio Cesennio Peto, governatore romano della provincia di Siria, scrisse all'imperatore Vespasiano accusando Antioco IV e i suoi due figli di progettare una rivolta contro Roma e di aver stretto un'alleanza con i Parti; non è chiaro se le accuse fossero vere, ma Vespasiano decise che non poteva più fidarsi di lasciare il controllo dello strategico attraversamento dell'Eufrate a Samosata nelle mani di Antioco IV, e gli chiese di rinunciare al trono. Alla guida della Legio VI Ferrata, e con il sostegno delle truppe dei re Aristobulo di Calcide e Gaio Giulio Soaemo di Emesa, Peto invase il Regno di Commagene. Mentre Antioco Epifane e suo fratello Callinico si prepararono alla battaglia, Antioco IV, che non intendeva opporsi ai romani, fuggì in Cilicia, demoralizzando irreversibilmente le truppe. Non è chiaro se Antioco Epifane e Callinico tentarono di opporre resistenza, ma alla fine decisero di fuggire con le famiglie presso i Parti. Antioco IV si discolpò delle accuse e Vespasiano decise di accoglierlo a Roma; ad Antioco Epifane e Callinico fu permesso di raggiungere la capitale dell'impero con una scorta militare romana, e fu permesso di vivere a Roma con tutti gli onori e con una sontuosa rendita.
Nel 72 Antioco e Capitolina ebbero un secondo figlio, una bambina chiamata Giulia Balbilla, nata a Roma.
Dopo la morte di Antioco IV, Antioco Epifane si trasferì con la famiglia ad Atene. Qui morì nel 92. Dopo la sua morte, Capitolina e Balbilla si trasferirono ad Alessandria d'Egitto, mentre Filopappo rimase ad Atene, di cui divenne un prominente cittadino. Balbilla divenne una poetessa rinomata, amica dell'imperatrice Vibia Sabina; in un poema, descrisse i suoi genitori come persone pie, e ricordò con orgoglio i propri antenati.